# ストロングリーグ
ストロングリーグ (STRONG LEAGUE) は、全国軟式野球統一王座決定戦・ジャパンカップをはじめ、ストロングカップなど複数の軟式野球大会を開催する団体である。
年間に1000試合以上の公式戦がおこなわれ、2007年には通算5000試合に到達する。登録チーム数は、全国の草野球チーム約1800チーム、3万人にのぼり、創設7年目にして国内最大規模を誇る。上部大会は、東京ドーム、京セラドーム大阪、明治神宮野球場、西武ドームなどで開催される。
出場チームのレベルについては様々で、全日本軟式野球連盟に所属し全国大会で活躍するチームから、野球経験の浅いビギナーチームまで幅広い。公式サイトでは、チームデータベースによりすべてのチームの成績が管理されるほか、加盟チーム同士の交流会なども実施されている。

## 発足
2001年5月、高橋優（現会長）によってリーグと公式サイトが同時に創設された。
チーム交流をテーマに、年間に複数の軟式野球大会が開催され、公式サイト上では、全国の軟式野球チームのコミュニティが構築される。当初、首都圏の38チームであった登録チームは、2007年には1800チームに到達している。対戦成績やチームプロフィールはチームデータベースで管理されている。

## 運営
東京都町田市の東京本部を拠点とし、仙台、大阪、沖縄にも支部を設置し全国大会を運営している。
役員構成は、会長以下、本部、事務局、審判部、情報システム部などの部門に分かれるが、カメラマンや取材班など、学生ボランティアもスタッフとして受け入れ、就職前の経験と活躍の場も与えられるなど、特徴的な雇用がおこなわれている。
公式サイト上では、おこなわれたすべての公式戦の試合結果が、翌週には掲載されるほか、全国ランキングや大会記録集なども展開している。
既存の軟式野球競技団体である全日本軟式野球連盟との関係においては、登録対象チームについて草野球と軟式野球の間に一線を引いて区別をする前提で運営・組織されている。ただし、登録チームの条件・資格などの面を除いた競技細則においては、前述の全日本軟式野球連盟が制定・実施しているものに準じる運用方針で行われている。
そのた、大きな大会では女性コンパニオンを登場させるなどのリクレーション的にも楽しめる企画も盛る込むなど、勝利至上主義・競技志向一辺倒ではないユニークな運営も特徴的である。

## スポンサー
軟式野球用ボールの製造メーカーのナガセケンコー、スポーツ飲料のゲータレードといった最大手の企業が協賛しているほか、京セラドーム大阪とは、京セラドーム大阪杯を共催するなど提携している。一方、スポーツショップや、複数の草野球ポータルサイトも協力企業として招き、地域貢献型の一面もある。過去にはスポーツチェーンのヴィクトリアや、沖縄県石垣島のオリジナルTシャツ製造の海人と、草野球大会としてはじめてスポンサー契約を結ぶなど幅広い。2007年には、スポーツ用品のSSKと提携している。

## 参加チーム
全国の約3600チームが、複数の主催大会の中から、地域やレベルに合わせて好みの大会を選んで参加している。社会人野球チームも参加しているが、一般の草野球チームが大半を占める。各大会で、競技レベルに応じた階級制が設けられているため、参加者の年齢層や、レベルに関しては様々で、芸能人チームや元プロ野球選手も参加している。ただし、メンバーの平均年齢が18歳以上であることが参加条件であるため、中学生チームや、18歳未満の高校生チームなどは、参加することができない。

## 主催大会と歴史
- 2001年にリーグ戦の第1回ストロングカップ開催。夏に選抜トーナメントである第1回SSが開催され、その年にジャパンカップの原形である関東統一王座決定戦を開催。
- 2002年にトーナメント戦の第1回エアロックカップ開催。交流戦の第1回ピースファイル開催。
- 2003年に他団体を招集しての統一王座決定戦を開催。
- 2004年には関西大会、沖縄県大会が開催され、関東統一王座決定戦は、全国統一王座決定戦ジャパンカップに名称変更され現在の形式となり、東西の決勝戦および、全国大会を東京ドームや京セラドーム大阪などで開催されるようになる。
- 2005年に東西のストロングカップにて、土曜大会が導入される。京セラドーム杯の開催。関西圏の出場枠が大幅に拡大される。
- 2006年に東西のストロングカップにて、秋季大会が導入される。
- 2007年に都道府県リーグ・JOLYの開催により47都道府県が対象となる。

全国大会である全国軟式野球統一王座決定戦・ジャパンカップを筆頭に、同加盟大会として、リーグ戦のストロングカップ、トーナメント戦のエアロックカップ、選抜トーナメント戦のサマーサスピシオン（SS）のほか、交流試合のピースファイルといった軟式野球大会を主催している。他団体との交流も盛んで、全国軟式野球統一王座決定戦・ジャパンカップ招集のほか、交流試合もおこなわれる。、全国軟式野球統一王座決定戦・ジャパンカップは、関東大会、関西大会、全国大会があり、最終日は、東京ドーム、西武ドーム、京セラドーム大阪、明治神宮野球場などプロ野球チームのフランチャイズである野球場でおこなわれる。年間に1000試合以上の公式戦がおこなわれ、2001年の創設以来、通算4000試合に到達している。大会は、地域とクラス別に区分され、年間に20大会以上、これまで約100大会が開催されている。

## 歴代優勝チーム
加盟大会の優勝チームは含まず、ジャパンカップ全国大会の優勝チームのみ記載。
- 2001年　イクターボ（東京都）
- 2002年　相模原ウインズ（神奈川県）
- 2003年　ピクシィーズ（神奈川県）
- 2004年　桜（沖縄県）
- 2005年　ヤンキース（東京都）
- 2006年　ヤンキース（東京都） 2連覇
- 2007年　RED HILL（東京都）
- 2008年　武磨（東京都）
- 2009年　Y.Sクラブ（神奈川県）
- 2010年　Y.Sクラブ（神奈川県） 2連覇
- 2011年　T-FIVE（東京都）
- 2012年　TABOO（埼玉県）
- 2013年　GCアスレ（埼玉県）
- 2014年　東京バンバータ（東京都）
- 2015年　小野建（千葉県）
- 2016年　新田クラブ（大阪府）
- 2017年　京北カイザース（京都府）[1]
- 2018年　RUSH（大阪府）[2]
- 2019年　新田クラブ（大阪府）[3]

## エピソード・逸話
- 2001年、創設当初の公式サイトの名称はストロングカップだった。2002年から、ストロングカップはコンテンツの一部になり、総称がストロングリーグに変更された。
- レベル向上のために、意識的に強いチームを招集してはいるが、ストロングの名称自体は、強い（チーム）という意味とはまったく無関係であることも、過去に公式サイトで公開されている。
- 公式サイトのコンテンツのひとつである「白球論」は、与田剛（元・中日ドラゴンズ）、平林岳（元・パ・リーグ審判員）、渡辺伴子（元・ソフトボール日本代表）などの著名な野球関係者から、一般の軟式野球チームの監督まで幅広い執筆者がいる。
- プロ野球チームのフランチャイズである野球場を「プロスタ」と呼称し、草野球チームの間で定着した。2007年までに60回以上開催され、2006年には36試合もの公式戦がおこなわれているが、東京ドームでの開催は極端に少なく、独自性を持つ。
- 全国軟式野球統一王座決定戦・ジャパンカップは、現在は東京ドーム、京セラドーム大阪、明治神宮野球場、西武ドームで開催されているが、2002年には、川崎球場でおこなわれた。
- 2003年、沖縄県石垣島の工房海人とコラボレーションし、誕生したストロングリーグ・オリジナルTシャツは限定100枚しか生産されていない。この時、ストロングリーグによって描かれていたデザインの一部であるボールの模様が、その後、海人の正規の野球馬鹿Tシャツに反映された。
- 2003年以降、達川光男（元・広島東洋カープ、阪神タイガース監督）や立花龍司（元・ニューヨーク・メッツ）が、開会式に登場し、特別公演をおこなった。
- 全国軟式野球統一王座決定戦・ジャパンカップでは、2005年、2006年とプリンプリンのうな加藤が率いる草野球チーム「ヤンキース」が全国大会を2連覇を達成した。